# 曾我正史
曾我 正史（そが まさし、1906年3月9日 - 1987年3月4日）は、日本の映画プロデューサー、実業家、映画監督、脚本家である。旧芸名曾我 正男（そが まさお）、映画監督としては振津 嵐峡（ふりつ らんきょう）を名乗った。戦後、大映専務取締役、東京第一フィルム代表取締役等を歴任した。

## 人物・来歴
1906年（明治39年）、新潟県中蒲原郡亀田町に生まれる。大倉商業学校（現在の東京経済大学）卒業。
初期には、帝国キネマ演芸で脚本を書き、助監督をしていた。記録に登場する最初の作品は、1926年（大正15年）12月1日に公開された、帝国キネマ演芸芦屋撮影所製作、市川百々之助・霧島直子主演、押本七之助監督による『侠客』であった。以降、押本七之助に同行して脚本を提供しており、1927年（昭和2年）2月、市川右太衛門がマキノ・プロダクションを退社して奈良に設立した市川右太衛門プロダクションに押本とともに入社、同社の第1回作品として押本が監督した『侠骨漢 笑ふな金平 前篇』に脚本を提供する。同年末に押本とともにマキノ・プロダクションに移籍、片岡千恵蔵主演、押本の監督による『三日大名』の脚本を書いた。このころの曾我はまだ満21歳である。
1928年（昭和3年）5月10日、片岡千恵蔵がマキノ・プロダクションを退社して片岡千恵蔵プロダクションを設立すると、曾我はこれに参加する。同社設立3作目にあたる『愛憎血涙』が同年8月31日に公開されたが、同作は、曾我のオリジナル脚本を採用した監督デビュー作である。
曾我は、同社では日常的には総務部長であったが、同社の稲垣浩、伊丹万作両監督ともに身体が弱かったため、曾我が監督業のピンチヒッターを務めなければならなくなった。日活と配給契約が決まったとき、「総務・曾我」の名を出すわけにもいかず、稲垣が「そがまさお」の名を逆さにして、当初「長間霞窓（おさまかそう）」という名を着けた。
1929年（昭和4年）3月6日に公開された、八尋不二オリジナル脚本による『ごろん棒時代』からは、ドイツの映画監督の名「フリッツ・ラング」をもじった「振津 嵐峡」という筆名を用いるようになった。これは、稲垣ら友人が集まり、ちょうどラング監督が映画『ジークフリート』を表わしたところだったので、「フリツ・ランキョーがええ」ということになり、決まったものだが、もともと千恵プロのスタッフは京都嵐山の老舗温泉旅館「嵐峡館」を定宿にしており、「嵐峡」はこの「嵐峡館」から採ったものだった。
1929年（昭和4年）1月、嵯峨野秋街道町の三条通沿いに「千恵蔵プロダクション撮影所」（千恵蔵映画撮影所）を開設、代表の千恵蔵と事務方の曾我の二人三脚で経営した。曾我は同社でトーキーの演出もしたが、同社は1937年（昭和12年）4月には、プロダクションごと日活京都撮影所（所長藤田潤一）に吸収されることになり、曾我は同社に移籍して同撮影所製作部長に就任、脚本家・監督業は廃業した。
1942年（昭和17年）1月27日、戦時統合で大映が誕生するが、その合併直前の時期までには、曾我は日活京都撮影所長を務めており、合併後は、新興キネマ京都撮影所長だった永田雅一が代表取締役社長になり、曾我は日活京都が名称を変更した大映京都撮影所の取締役所長に就任する。第二次世界大戦後も大映に勤務し、取締役製作局長、常務取締役、専務取締役と昇進し、永田社長のもと製作畑を掌握した。

1958年（昭和33年）、千土地興行社長の松尾國三、京王帝都電鉄社長の三宮四郎とともに「第7の映画会社」として「日映」を立ち上げるべく画策、同年3月には大映での専務職を退任して設立を発表したものの、京王帝都電鉄から資本金が入金されず、三宮も行方不明になり、2作を製作して同社はとん挫した。
その後、ニッポンシネマコーポレーション（1948年 - 1961年）取締役会長、1962年（昭和37年）3月にはイタリフィルムの営業権譲渡を受けて、翌1963年（昭和38年）7月、東京第一フィルムを設立する。同社は、1976年（昭和51年）5月1日からは第一フィルムと改称した。これらの会社では、それぞれ洋画を買い付けて日本での配給を行った。1987年、東京都多摩市の自宅にて死去。墓所は多磨霊園(4-1-55)

## フィルモグラフィ
特筆以外すべてクレジットは「監督」である。公開日の右側には特筆する職能のクレジット、および東京国立近代美術館フィルムセンター（NFC）所蔵等の上映用プリントの現存状況についても記す。同センター等に所蔵されていないものは、とくに1940年代以前の作品についてはほぼ現存しないフィルムである。

### 初期
特筆以外いずれも「曾我正史」名義、サイレント映画である。
- 『侠客』 : 監督押本七之助、主演市川百々之助・霧島直子、製作帝国キネマ演芸芦屋撮影所、配給帝国キネマ演芸、1926年12月1日公開 - 原作・脚本
- 『侠骨漢 笑ふな金平 前篇』 : 監督押本七之助、製作市川右太衛門プロダクションあやめ池撮影所、配給東亜キネマ、1927年4月29日公開 - 脚本、「曾我正男」名義
- 『安政異聞録 浄魂』 : 監督押本七之助、製作市川右太衛門プロダクションあやめ池撮影所、配給河合映画製作社、1927年6月3日公開 - 脚本
- 『三日大名』 : 原作・監督押本七之助、主演片岡千恵蔵・河上君栄、製作マキノ・プロダクション御室撮影所、配給マキノ・プロダクション、1928年1月15日公開 - 脚本、「曾我正男」名義

### 片岡千恵蔵プロダクション
すべて製作は「片岡千恵蔵プロダクション」、特筆以外すべて配給は自主配給である。特筆以外いずれも「曾我正史」名義、サイレント映画である。
- 『愛憎血涙』（別題『利根川の血陣』[6]『愛憎血涙行』[4]） : 1928年8月31日公開 - 原作・脚本・監督、39分尺で現存（NFC所蔵[6]）
- 『続万花地獄 完結篇』 : 原作吉川英治、1929年2月15日公開 - 稲垣浩と共同脚本・共同監督
- 『ごろん棒時代』 : 原作・脚本八尋不二、1929年3月6日公開 - 「振津嵐峡」名義
- 『快侠金忠輔 前篇』 : 原作吉川英治、脚本伊丹万作、配給日活、1931年5月29日公開 - 「振津嵐峡」名義
- 『快侠金忠輔 中篇・後篇』 : 原作吉川英治、脚本伊丹万作、配給日活、1931年6月5日公開 - 「振津嵐峡」名義
- 『元禄檜笠』 : 原作土師清二、配給日活、1932年12月31日公開 - 脚本・監督、「振津嵐峡」名義
- 『三ッ角段平 股旅新八景』 : 原作長谷川伸、脚本伊勢野重任、配給新興キネマ、トーキー、1935年8月31日公開 - 「振津嵐峡」名義
- 『黄昏地蔵 前篇 疾風転変の巻』 : 原作子母沢寛、脚本山城伸、配給新興キネマ、トーキー、1935年11月29日公開 - 「振津嵐峡」名義

### 大映京都撮影所
製作は「大映京都撮影所」、配給は「映画配給社」である。「曾我正史」名義、トーキーである。
- 『維新の曲』 : 監督牛原虚彦、応援演出木村恵吾、脚本八尋不二、1942年5月14日公開 - 構成責任、113分尺で現存（NFC所蔵[6]）

### 日映
製作は「日映」、配給は「松竹」あるいは「大映」である。「曾我正史」名義、トーキーである。
- 『怒りの孤島』 : 監督久松静児、配給松竹、1958年2月8日公開 - 製作
- 『悪徳』 : 監督佐分利信、配給大映、1958年2月19日公開 - 製作